# Белозерский железорудный район
Белозерский железорудный район — железорудное месторождение в Запорожской области Украины.
Открыт в 1955 году. Месторождения богатых железных руд: Южно-Белозерское, Переверзевское и Северно-Белозерское. Запасы до глубины 1000 м — 720 млн тонн с содержанием Fe 60—66 %. С 1966 года подземным способом разрабатывается Южно-Белозерское месторождение.
Разрабатывается Запорожским железорудным комбинатом (Днепрорудное). Запасы составляют 10 млрд тонн.